# Iridopsis syrniaria
Iridopsis syrniaria är en fjärilsart som beskrevs av Charles Oberthür 1883. Iridopsis syrniaria ingår i släktet Iridopsis och familjen mätare. Inga underarter finns listade i Catalogue of Life.